# 劫殺愛美神
《劫殺愛美神》（英語：Your Call or Mine），是一部1999年上映的香港色情動作電影，由杜伯航執導，何永霖監製，並由趙文擔任動作指導，何家駒、林挺生等主演。

## 劇情
一群人為走私分子在海邊交易，突然，警方接到一個神秘人的密報，所以便引發一場的槍戰。其實是一個好色的黑幫老大何老大的計謀。阿信為黑幫老大何老大的手下，經常會介紹一些女人給老大享受。在不久后，何老大發現自己的貨被起走，這令他開始懷疑身邊的人，他在電話裏吩咐阿信要查清楚昨晚介紹的那名女人，看看她是不是叛徒。何老大和刀疤星一向都是不和的，刀疤星更惹很多痲煩給何老大，何老大決定要把刀疤星殺死...

## 演員表
| 演員   | 角色   | 粵語配音 | 備註 |
| ------ | ------ | -------- | --- |
| 何家駒 | 何老大 | 鄧榮銾   | 香港黑幫老大，阿信的老大，他經常介紹女人給其享受，刀疤星之天敵，其經常惹痲煩給自己                       |
| 林挺生 | 阿信   | 李家輝   | 香港黑幫成員，何老大的手下，經常介紹女人給其享受，刀疤星之天敵，其經常惹痲煩給自己老大的幫派，永珍的男友 |
| 張虹   | 永珍   |          | 女刑警，阿信的女友                                                                                       |
| 黃冠雄 | 周宏   | 李家輝   | 刑警組長，永珍同事，何老大、刀疤星之天敵                                                                 |

## 分級
本片有大量情慾場面，在上映是在分級制度下被列為三級片。

## 外部連結
- 香港影庫上《劫殺愛美神》的資料（繁體中文）
- 豆瓣电影上《劫殺愛美神》的資料 （简体中文）